# Дубов, Эмиль Ефимович
Эмиль Ефимович Дубов (20 июля 1921, Гомель — 12 апреля 1992, Москва) — советский астрофизик. Доктор физико-математических наук (1968).

## Биография
В 1951 окончил Московский университет. С тех пор — в системе АН СССР: старший научный сотрудник Крымской астрофизической обсерватории.
В 1957 году защитил диссертацию на степень кандидата физико-математических наук по теме «Особенности внутренних движений и свечения спокойных протуберанцев». В 1968 году стал доктором физико-математических наук, защитив диссертацию по теме «Структура хромосферы и некоторые вопросы проявления солнечной активности в хромосфере». В 1976—1988 — старший научный сотрудник, руководитель группы солнечной активности Мирового центра данных Межведомственного геофизического комитета (ныне Мировой центр данных по солнечно-земной физике  Геофизического центра РАН).
Им были разработаны новые инструменты и методики исследования Солнца. Определил характер турбулентности в солнечных протуберанцах и баланс энергии в хромосфере. Занимался созданием информационного банка данных по солнечной активности для международного обмена данными о влиянии солнечной активности на Землю.

## Научные работы
- Автоматический гид коронографа КрАО АН СССР // Известия Крымской астрофизической обсерватории. 1955. Т. 13;
- К вопросу о балансе энергии в хромосфере // Астрономический журнал. 1961. Т. 38, № 2;
- О механизме свечения хромосферных вспышек // Доклады АН СССР. 1963. Т. 150, № 6;
- Структура нижней хромосферы // Астрономический журнал. 1967. Т. 44, № 2;
- A model of the chromosphere and transition zone. Radio and UV emission of these layers // Solar Physics. 1971. Vol. 18.